# Gurilynia
Gurilynia — вимерлий рід птахів підкласу Enantiornithes. Відомо один вид — G. nessovi. Він мешкав 70 —65 млн років тому. Gurilynia відома з фрагментарних скам'янілостей знайдених в Монголії.
Викопний матеріал включає в себе три часткових кісток. Голотипом є проксимальний кінець правої плечової кістки, каталожний номер — PIN 4499-12. Паратипом є дистальний кінець лівої плечової кістки, каталожний номер — PIN 4499-14. Останнім паратипом є ліва плечова кістка, каталожний номер — PIN 4499-13. Всі три копалини знаходяться в колекції Палеонтологічного інституту Російської академії наук. Головка плечової кістки становить близько 29 мм в ширину. Gurilnyia є одним з найбільших енанціорнісових всього крейдяного періоду.